# Poilhes
Poilhes település Franciaországban, Hérault megyében. Lakosainak száma 534 fő (2022. január 1.). Poilhes Capestang, Montady és Nissan-lez-Enserune községekkel határos.

## Népesség
A település népességének változása:
| Lakosok száma | 504  | 451  | 517  | 465  | 564  | 564  | 559  | 538  | 537  | 534  |
|               | 1968 | 1982 | 1990 | 2006 | 2013 | 2015 | 2017 | 2019 | 2020 | 2022 |